# Data entry

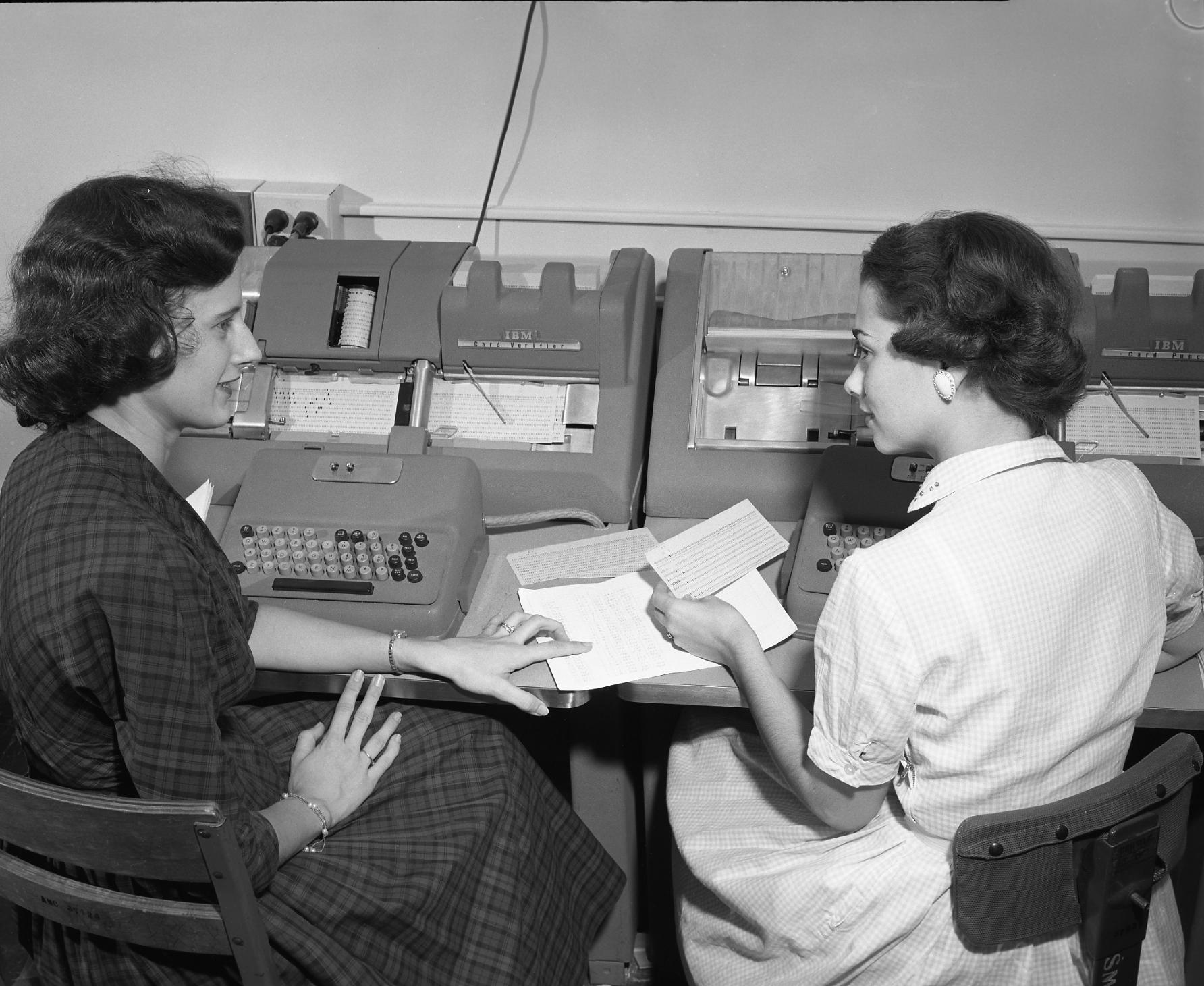
La dona de l'esquerra està en una verificadora de targetes IBM 056; a la seva dreta hi ha una dona asseguda a un IBM 026 perforadora

L'entrada de dades és el procés de digitalització de dades introduint-les en un sistema informàtic amb finalitats d'organització i gestió. És un procés basat en persones i és "una de les tasques bàsiques importants" necessàries quan no hi ha cap versió llegible per màquina de la informació disponible per a l'anàlisi o el processament planificat basat en ordinador.
De vegades el que es necessita és "informació sobre la informació (que) pot ser més gran que el valor de la informació en si". També pot implicar omplir la informació requerida que després s'"introdueix amb dades" a partir del que s'ha escrit al document de recerca, com ara el creixement dels elements disponibles en una categoria. :68Aquest és un nivell d'abstracció superior al de Metadades, "informació sobre dades". Els errors habituals en l'entrada de dades inclouen errors de transposició, dades classificades incorrectament, dades duplicades i dades omeses, que són similars als errors de comptabilitat.

## Procediments
L'entrada de dades es fa sovint amb un teclat i de vegades també amb un ratolí, encara que pot ser que hi hagi un escàner alimentat manualment.
Històricament, s'utilitzaven dispositius que no tenien cap capacitat de preprocessament.

### Targetes perforades
L'entrada de dades mitjançant punxades es va relacionar amb el concepte de processament per lots : no hi va haver cap comentari immediat.

### Teclats d'ordinador
Els teclats d'ordinador i l'entrada de dades en línia ofereixen la possibilitat de donar comentaris a l'administrador d'entrada de dades que fa la feina.

#### Teclats numèrics
L'addició de teclats numèrics als teclats d'ordinador introduir una entrada de dades numèriques més ràpida i sovint també menys propensa a errors.

#### Ratolí d'ordinador
L'ús d'un ratolí d'ordinador, normalment en un ordinador personal, va obrir una altra opció per introduir dades.

### Pantalles tàctils
Les pantalles tàctils van introduir encara més opcions, inclosa la capacitat de posar-se de peu i introduir dades, especialment donada "una alçada adequada de la superfície de treball quan es realitza l'entrada de dades".

## Fulls de càlcul
s'emmagatzemen en una base de dades, una quantitat important s'emmagatzema en un full de càlcul. L'ús de fulls de càlcul en lloc de bases de dades per a l'entrada de dades es pot remuntar a la introducció de Visicalc el 1979, i continua el que alguns consideren el lloc equivocat per emmagatzemar dades computacionals.
El control de format i la validació de dades especialitzada són raons que s'han citat per utilitzar programari d'entrada de dades orientat a bases de dades.

## Gestió de dades
La recerca de seguretat sobre l'exactitud del procés d'entrada de dades és anterior als teclats d'ordinador i l'entrada de dades en línia. IBM fins i tot va anar més enllà del seu verificador de targetes 056 i va desenvolupar el seu model IBM 059 més silenciós.
Les tècniques modernes van més enllà de les simples comprovacions de rang, especialment quan les noves dades es poden avaluar mitjançant la probabilitat sobre un esdeveniment.

### Avaluació
En un estudi, una escola de medicina va provar els seus estudiants de segon any i va trobar que les seves habilitats d'introducció de dades, necessàries si volen fer investigacions a petita escala sense finançament com a part de la seva formació, estaven per sota del que l'escola considerava acceptable, creant barreres potencials.
- Verificació de dues passades
- Control de qualitat
- Gestió de dades clíniques
- Verificació de dades
- Empleat d'introducció de dades
- Entrada (informàtica)